# 罩帳
在幾何學中，罩帳又稱為丸塔，是指一系列屬於二面體群的多面體，正如其名「罩帳」，就如帳篷般的結構。罩帳的結構是有兩個在空間中平行的正多邊形，其中一個的邊數是另一個的兩倍，並在兩者間加入三角形和五邊形。
罩帳與帳塔類似但不是正方形和三角形交替構成，而是五邊形和三角形交替並繞軸構成。
罩帳的命名取決於邊數較少的一個面，最小的罩帳為三角罩帳，由六邊形的底面和三角形的頂面構成。
若一個罩帳底面為正多邊形則可以稱為正罩帳，但側面未必能為正多邊形。所有面都是正多邊形的罩帳只有正五角罩帳。
所有罩帳只有一種屬於约翰逊多面体，即正五角罩帳。

## 例子
罩帳有無限多種，最小的罩帳是三角罩帳。能以所有面皆為正多邊形之形式存在的罩帳只有五角罩帳，其他罩帳的五邊形面都會有一定程度的形變，即使其所有邊等長，也未必能所有角等角。
| 3          | 4          | 5          | 6          | 7          | 8          |
| ---------- | ---------- | ---------- | ---------- | ---------- | ---------- |
| 正三角罩帳 | 正四角罩帳 | 正五角罩帳 | 正六角罩帳 | 正七角罩帳 | 正八角罩帳 |

## 性質

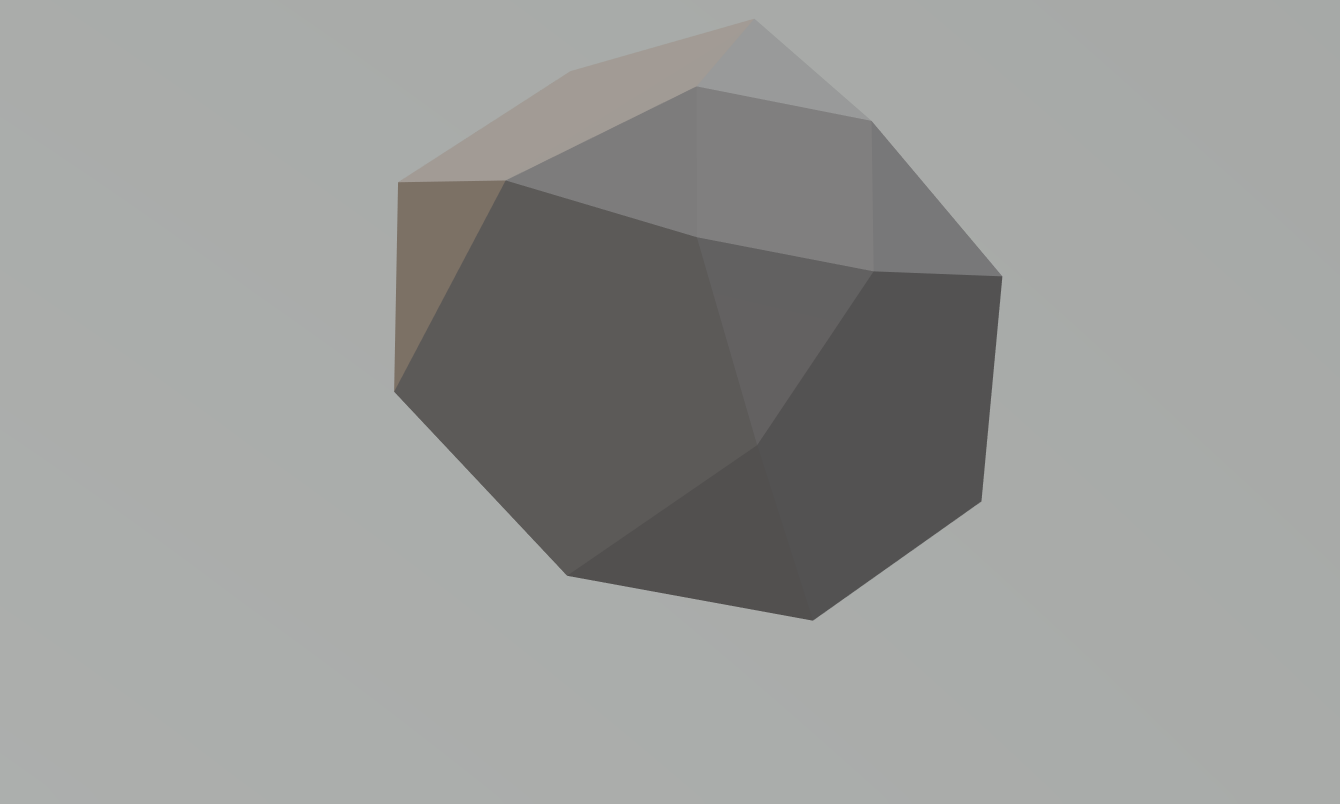
四角罩帳

對於一個底的邊數為{\displaystyle n}的罩帳，即{\displaystyle n}角罩帳，其由{\displaystyle 3n+2}個面、{\displaystyle 7n}條邊和{\displaystyle 4n}個頂點所組成。在其{\displaystyle 3n+2}個面中，有兩個底面——{\displaystyle n}邊形的上底面和{\displaystyle 2n}邊形的下底面，和{\displaystyle 3n}個側面——{\displaystyle 2n}個三角形面和{\displaystyle n}個五邊形面。罩帳一般有三種頂點，分別為頂面周圍的1個{\displaystyle n}邊形頂面、2個三角形側面和1個五邊形側面的公共頂點，和底面周圍的1個{\displaystyle 2n}邊形底面、1個三角形側面和1個五邊形側面的公共頂點，以及側面上的2個五邊形和2個三角形的公共頂點。而正五角罩帳的情況較特殊，由於其頂面的五邊形面和側面的五邊形面全等，因此其只有兩種頂點，分別為2個五邊形和2個三角形的公共頂點以及1個十邊形、1個三角形和1個五邊形的公共頂點。罩帳的{\displaystyle 7n}條邊來自於底面{\displaystyle 2n}邊形的{\displaystyle 2n}條邊，和鄰接於底面的n個三角形共{\displaystyle 2n}條邊（不計與底面共用的邊，每個三角形兩條邊），和鄰接於頂面的n個三角形共{\displaystyle 2n}條邊（不計與頂面共用的邊，每個三角形兩條邊）和頂面{\displaystyle n}邊形的{\displaystyle n}條邊，共{\displaystyle 7n}條邊。其{\displaystyle 4n}個頂點來自於底面{\displaystyle 2n}邊形的{\displaystyle 2n}個頂點，和中間層{\displaystyle n}組三角形相交處共{\displaystyle n}個頂點和頂面的{\displaystyle n}個頂點共{\displaystyle 4n}個頂點。

## 星形罩帳
| 5            | 7            | 9            | 11             |
| ------------ | ------------ | ------------ | -------------- |
| 正五角星罩帳 | 正七角星罩帳 | 正九角星罩帳 | 正十一角星罩帳 |

## 相關多面體

### 帳塔罩帳
帳塔罩帳（cupolarotunda）是指相同底面的帳塔與罩帳以邊數較多的底對對底面貼合所形成的立體。與罩帳類似，僅有底面為五邊形的帳塔罩帳能以所有面皆為正多邊形的形式存在——雖然三角帳塔、四角帳塔能以所有面皆為正多邊形的形式存在，但因為帳塔罩帳需考慮帳塔與罩帳組合的結果，故三角帳塔罩帳與四角帳塔罩帳也都未能成為詹森多面體。
屬於詹森多面體的帳塔罩帳只有同相五角台塔丸塔和異相五角台塔丸塔。
帳塔與罩帳的組合可以分成同相和異相。其中，同相代表頂面和底面的多邊形相同相位，能對在一起，而異相則代表頂面和底面的多邊形差了一個旋轉角。
| 3                | 4                | 5                | 6                | 7                |
| ---------------- | ---------------- | ---------------- | ---------------- | ---------------- |
| 同相三角台塔丸塔 | 同相四角台塔丸塔 | 同相五角台塔丸塔 | 同相六角台塔丸塔 | 同相七角台塔丸塔 |
| 異相三角台塔丸塔 | 異相四角台塔丸塔 | 異相五角台塔丸塔 | 異相六角台塔丸塔 | 異相七角台塔丸塔 |

### 罩帳柱
罩帳柱是指在罩帳邊數較多的底面疊上柱體所形成的立體。僅有五角罩帳柱屬於詹森多面體。
| 4          | 5          | 6          | 7          |
| ---------- | ---------- | ---------- | ---------- |
| 四角罩帳柱 | 五角罩帳柱 | 六角罩帳柱 | 七角罩帳柱 |

### 雙罩帳
雙罩帳是指兩個罩帳以邊數較多的底面對底面貼合所形成的立體。
| 4              | 5              | 6              | 7              | 8              |
| -------------- | -------------- | -------------- | -------------- | -------------- |
| 同相雙四角罩帳 | 同相雙五角罩帳 | 同相雙六角罩帳 | 同相雙七角罩帳 | 同相雙八角罩帳 |
| 異相雙四角罩帳 | 異相雙五角罩帳 | 異相雙六角罩帳 | 異相雙七角罩帳 | 異相雙八角罩帳 |